# Murakami Takumi
Takumi Murakami (村上 巧 Murakami Takumi, sinh ngày 12 tháng 9 năm 1989) là một cầu thủ bóng đá người Nhật Bản.

## Thống kê câu lạc bộ
Cập nhật đến ngày 23 tháng 2 năm 2018.
| Thành tích câu lạc bộ | Thành tích câu lạc bộ | Thành tích câu lạc bộ | Giải vô địch | Giải vô địch | Cúp                   | Cúp                   | Tổng cộng | Tổng cộng |
| Mùa giải              | Câu lạc bộ            | Giải vô địch          | Số trận      | Bàn thắng    | Số trận               | Bàn thắng             | Số trận   | Bàn thắng |
| Nhật Bản              | Nhật Bản              | Nhật Bản              | Giải vô địch | Giải vô địch | Cúp Hoàng đế Nhật Bản | Cúp Hoàng đế Nhật Bản | Tổng cộng | Tổng cộng |
| --------------------- | --------------------- | --------------------- | ------------ | ------------ | --------------------- | --------------------- | --------- | --------- |
| 2012                  | Ehime FC              | J2 League             | 38           | 1            | 1                     | 0                     | 39        | 1         |
| 2013                  | Ehime FC              | J2 League             | 38           | 1            | 0                     | 0                     | 38        | 1         |
| 2014                  | Ehime FC              | J2 League             | 17           | 1            | 2                     | 0                     | 19        | 1         |
| 2015                  | Ehime FC              | J2 League             | 8            | 0            | 2                     | 0                     | 10        | 0         |
| 2016                  | Roasso Kumamoto       | J2 League             | 11           | 0            | 0                     | 0                     | 11        | 0         |
| 2017                  | Roasso Kumamoto       | J2 League             | 26           | 0            | 1                     | 0                     | 27        | 0         |
| Tổng                  | Tổng                  | Tổng                  | 138          | 3            | 6                     | 0                     | 144       | 3         |